# レア・セドゥ
レア・エレーヌ・セドゥ＝フォルニエ・ド・クロゾンヌ（Léa Hélène Seydoux-Fornier de Clausonne, 1985年7月1日 - ）は、フランスの女優。近年ではボンド・ウーマン役で知られる。

## 来歴
1985年7月1日、フランス・パリにて生まれる。祖父はパテの会長、大叔父は映画会社ゴーモンの会長、母親は石油開発会社シュルンベルジェ創設者の孫である。
2005年にラファエルのミュージック・ビデオに出演した後、2006年に『Mes Copines』で女優としてデビュー。
2008年、『美しいひと』で第34回セザール賞の有望新人女優賞にノミネートされた。翌年にはクエンティン・タランティーノ監督の『イングロリアス・バスターズ』への出演でハリウッドに進出。2010年には『美しき棘』で第36回セザール賞において再び有望新人女優賞にノミネートされている。
2011年、トム・クルーズ主演映画『ミッション:インポッシブル/ゴースト・プロトコル』でAssassinのサビーヌ・モロー役を演じて世界的に名が知られた。
2012年、マリー・アントワネットの朗読係を演じた『マリー・アントワネットに別れをつげて』で第38回セザール賞の主演女優賞にノミネートされた。
2013年、主演したアブデラティフ・ケシシュ監督の『アデル、ブルーは熱い色』が第66回カンヌ国際映画祭でパルム・ドールを受賞。この際、スティーヴン・スピルバーグ率いる審査員側より、セドゥとアデル・エグザルホプロスにも特別にパルム・ドールが贈られ、セドゥは同映画祭史上初となる出演女優としてのパルム・ドール受賞を果たした。
2014年、『アデル、ブルーは熱い色』と『Grand Central』での演技で、第19回リュミエール賞の最優秀女優賞を受賞した。
2015年、ダニエル・クレイグ主演映画『007 スペクター』のメインボンドガールとして出演。世界的な俳優の地位を確かなものにした。
2016年、恋人アンドレ・メイヤーとの間に第1子妊娠を発表。
2019年、コジマプロダクション制作のコンピュータゲーム『DEATH STRANDING』にフラジャイル役として出演（モーションキャプチャ）した。
2021年、ダニエル・クレイグのジェームズ・ボンド役の最終作『007/ノー・タイム・トゥ・ダイ』に前作に続きボンド・ウーマン（新呼称）として出演した。

## 人物
- 日本ではレア・セドゥーと表記されることもある。また、かつて『美しいひと』の上映の際にはレア・セイドゥと表記されていた[5][6]。
- 祖父のジェローム・セドゥ（フランス語版）はフランスのメディア王と呼ばれる大物で、映画会社パテを買収し会長に就任した。大叔父のニコラ・セドゥ（フランス語版）も同じくフランスの映画会社ゴーモンの会長及びCEOである[7]。

- モデルとしてプラダの香水などの広告に登場している[8][9]。

## フィルモグラフィ

### 映画
| 年   | 題名                                                                                    | 役名                         | 備考                                                                      | 吹替                                                           |
| ---- | --------------------------------------------------------------------------------------- | ---------------------------- | ------------------------------------------------------------------------- | -------------------------------------------------------------- |
| 2006 | Mes copines                                                                             | Aurore                       | 日本では劇場未公開                                                        | N/A                                                            |
| 2007 | 最後の愛人 Une vieille maîtresse                                                        | オリヴィア                   | 日本では劇場未公開                                                        | （吹替版なし）                                                 |
| 2008 | 戦争について De la guerre                                                               | マリー                       | 日本では劇場未公開                                                        | （吹替版なし）                                                 |
| 2008 | 美しいひと La belle personne                                                            | ジュニー                     | 日本では劇場未公開 『美しい人』の題でフランス映画祭2009（第17回）にて上映 | （吹替版なし）                                                 |
| 2009 | イングロリアス・バスターズ Inglourious Basterds                                         | シャーロット・ラパディット   |                                                                           |                                                                |
| 2009 | ルルドの泉で Lourdes                                                                    | マリア                       | （吹替版なし）                                                            |                                                                |
| 2009 | 南へ行けば Plein sud                                                                    | レア                         | （吹替版なし）                                                            | 日本では劇場未公開                                             |
| 2010 | ロビン・フッド Robin Hood                                                               | イザベラ                     |                                                                           | 羽飼まり                                                       |
| 2010 | 女優と仕立屋 Petit tailleur                                                             | マリー                       | （吹替版なし）                                                            |                                                                |
| 2010 | 美しき棘 Belle épine                                                                    | プリューデンス               | （吹替版なし）                                                            | 日本では劇場未公開 フランス映画祭2011（第19回）にて上映        |
| 2010 | 幻の薔薇 Roses à crédit                                                                 | マージョリー                 | （吹替版なし）                                                            | テレビ映画 日本では劇場未公開 第11回東京フィルメックスにて上映 |
| 2010 | ミステリーズ 運命のリスボン Mistérios de Lisboa                                         | ブランシュ・ド・モンフォール | （吹替版なし）                                                            |                                                                |
| 2011 | 若き人妻の秘密 Le roman de ma femme                                                     | イヴ                         | （吹替版なし）                                                            |                                                                |
| 2011 | ミッドナイト・イン・パリ Midnight in Paris                                              | ガブリエル                   | TBA                                                                       |                                                                |
| 2011 | ミッション:インポッシブル/ゴースト・プロトコル Mission: Impossible – Ghost Protocol     | サビーヌ・モロー             | 行成とあ                                                                  |                                                                |
| 2012 | マリー・アントワネットに別れをつげて Les adieux à la reine                              | シドニー・ラボルド           | 小林沙苗                                                                  |                                                                |
| 2012 | シモンの空 L'enfant d'en haut                                                           | ルイーズ                     | 日本では劇場未公開 『シスター』の題で第19回大阪ヨーロッパ映画祭にて上映   | （吹替版なし）                                                 |
| 2013 | アデル、ブルーは熱い色 La vie d'Adèle                                                   | エマ                         |                                                                           | （吹替版なし）                                                 |
| 2013 | グランド・セントラル Grand Central                                                      | キャロル                     |                                                                           | （吹替版なし）                                                 |
| 2014 | グランド・ブダペスト・ホテル The Grand Budapest Hotel                                   | クロティルダ                 | 三浦綾乃                                                                  |                                                                |
| 2014 | 美女と野獣 La belle et la bête                                                          | ベル                         | 渋谷はるか                                                                |                                                                |
| 2014 | SAINT LAURENT/サンローラン Saint Laurent                                                | ルル・ドゥ・ラ・ファレーズ   | （吹替版なし）                                                            |                                                                |
| 2015 | ロブスター The Lobster                                                                  | 独身者たちのリーダー         | 勝田詩織                                                                  |                                                                |
| 2015 | あるメイドの密かな欲望 Journal d'une femme de chambre                                   | セレスティーヌ               | 日本では劇場未公開、WOWOWで放送 DVD題は『小間使いの日記』                 | （吹替版なし）                                                 |
| 2015 | 007 スペクター Spectre                                                                  | マドレーヌ・スワン           |                                                                           | 園崎未恵                                                       |
| 2016 | たかが世界の終わり Juste la fin du monde                                                | シュザンヌ                   | [ 10 ]                                                                    | （吹替版なし）                                                 |
| 2018 | ホンモノの気持ち Zoe                                                                    | ゾーイ                       | 地域によりAmazon あるいは Netflixにより配信                               | 渡辺明乃                                                       |
| 2018 | 潜水艦クルスクの生存者たち Kursk                                                        | ターニャ                     |                                                                           | 樋口あかり                                                     |
| 2019 | ダブル・サスペクツ Roubaix, une lumière                                                 | クロード                     | WOWOW放映題『ルーベ、嘆きの光』                                           | （吹替版なし）                                                 |
| 2021 | フレンチ・ディスパッチ ザ・リバティ、カンザス・イヴニング・サン別冊 The French Dispatch | シモーヌ                     |                                                                           | 塙英子                                                         |
| 2021 | レア・セドゥの いつわり Tromperie                                                       | 人妻のイギリス人女性         | 日本では劇場未公開、WOWOWで放送                                           | （吹替版なし）                                                 |
| 2021 | ストーリー・オブ・マイ・ワイフ A feleségem története                                    | リジー                       |                                                                           | （吹替版なし）                                                 |
| 2021 | フランス France                                                                         | France de Meurs              |                                                                           | （吹替版なし）                                                 |
| 2021 | 007/ノー・タイム・トゥ・ダイ No Time to Die                                             | マドレーヌ・スワン           | 園崎未恵                                                                  |                                                                |
| 2022 | クライムズ・オブ・ザ・フューチャー Crimes of The Future                                 | カプリース                   | （吹替版なし）                                                            |                                                                |
| 2022 | それでも私は生きていく Un beau matin                                                    | サンドラ                     | （吹替版なし）                                                            |                                                                |
| 2023 | けものがいる La Bête                                                                    | ガブリエル                   |                                                                           |                                                                |
| 2023 | 家から逃れて Une fois dehors                                                            | 母親                         | 短編映画                                                                  |                                                                |
| 2024 | デューン 砂の惑星PART2 Dune: Part Two                                                   | レディ・フェンリング         |                                                                           | 藤井ゆきよ                                                     |
| 2024 | Le deuxième acte                                                                        | Florence Drucker             |                                                                           |                                                                |
| 2025 | Silent Friend                                                                           | Alice                        |                                                                           |                                                                |
| 2026 | The Unknown                                                                             |                              |                                                                           |                                                                |
| TBA  | The Shrouds                                                                             |                              |                                                                           |                                                                |

### ゲーム
| 年   | 題名                                                                     | 役名         | 備考                            | 吹替     |
| ---- | ------------------------------------------------------------------------ | ------------ | ------------------------------- | -------- |
| 2019 | デス・ストランディング Death Stranding                                   | フラジャイル | モーションキャプチャー 声の出演 | 水樹奈々 |
| 2025 | デス・ストランディング2 オン・ザ・ビーチ Death Stranding 2: On the Beach | フラジャイル | モーションキャプチャー 声の出演 | 水樹奈々 |